# 광도함수
광도함수(光度函數, luminosity function)는 천문학에서 광도 간격에 따른 항성 또는 은하의 개수로 주어진다. 광도함수는 성단의 항성이나 은하군의 은하들같이 큰 집단의 성질을 연구할 때 사용된다.
"함수"라는 용어는 사실 정확하지 못하고, 광도함수는 사실 광도"분포"라고 생각하는 게 맞다. 광도가 입력값으로 주어지면 광도함수는 그 광도에 해당하는 천체의 존재도(정확히 말하면 광도 간격당 개수밀도)를 뱉어낸다.

## 쉐흐터 광도함수
쉐흐터 광도함수(Schechter luminosity function)는 은하의 공간밀도를 은하 광도에 대한 함수로 나타낸 매개적 표현이다. 함수식은 다음과 같이 주어진다.
{\displaystyle n(x)\ \mathrm {d} x=\phi ^{*}x^{a}\mathrm {e} ^{-x}\mathrm {d} x,}
이때 {\displaystyle x={L \over L^{*}}}이고, {\displaystyle L^{*}}는 함수의 멱법칙 형태가 끝나는 특정 은하 광도이다. 매개변수 {\displaystyle \,\!\phi ^{*}}는 표준화에 사용된다. 은하의 광도함수는 모집단 및 환경에 따라 매개변수가 달라지며, 보편적인 함수가 아니다. 낱은하들에 대해 실시된 측정에서 얻은 값은 {\displaystyle a=-1.25,\ \phi ^{*}=1.2\times 10^{-3}h^{3}\mathrm {Mpc} ^{-3}}였다.
쉐흐터 광도함수를 광도에 대한 함수에서 등급에 대한 함수로 바꾸는 것이 편리한 경우가 있다. 이럴 때 쉐흐터 함수는 다음과 같이 변환된다.
{\displaystyle n(M)\ \mathrm {d} M=0.4\ \ln 10\ \phi ^{*}[10^{-0.4(M-M^{*})}]^{\alpha +1}\exp[-10^{-0.4(M-M^{*})}]\ \mathrm {d} M.}
등급은 로그 좌표계이기 때문에 멱법칙이 로그 기울기 {\displaystyle \alpha +1}를 가진다는 것에 주의. 이런 이유로 {\displaystyle \alpha =-1}인 쉐흐터 함수는 "평탄"(flat)하다고 한다.

## 쉐흐터 함수의 적분
쉐흐터 함수의 적분은 불완전 감마 함수로 표현된다.
{\displaystyle \int _{a}^{b}x^{\alpha }e^{-x}\mathrm {d} x=\Gamma (\alpha +1,a)-\Gamma (\alpha +1,b)}

## 백색왜성 광도함수
백색왜성 광도함수(白色矮星光度函數, white dwarf luminosity function; WDLF)는 주어진 광도에 대한 백색왜성들의 수이다. 백색왜성이 형성되고 냉각되는 속도에 의해 결정되므로, 백색왜성 광도함수를 통해 백색왜성의 물리적 성질과 우리은하의 역사에 대한 정보를 얻을 수 있다는 점이 관심의 대상이 된다.